# Església vella de Sant Fost de Campsentelles
L'església vella de Sant Fost de Campsentelles fou l'antiga església parroquial de Sant Fost de Campsentelles (al Vallès Oriental). L'edifici és en ruïnes. El més elevat és un absis romànic mitjanament conservat, possiblement del segle xii, que podria obeir a la consagració del 1141. També es poden observar la planta de l'edifici ja remodelat a època barroca i l'absis quadrat de finals del segle xix.

## Història
La primera notícia de la parròquia de Sant Fost és del 978, poc posterior al primer esment de la comunitat d'habitants de Campsentelles. Rebé diverses consagracions, l'última el 1141 pel bisbe de Barcelona Arnau de Gurb. El 1504 es va unir a Sant Cebrià de Cabanyes, a la qual al final va eclipsar. Fins al 1592 el rector era triat per la priora de Montalegre. Va ser remodelada durant el període barroc. A finals del segle xix el seu tresor artístic era de prou qualitat. Va ser cremada el juliol de 1936.